# Пономаренко Анатолій Федорович
Пономаренко Анатолій Федорович — український художник. Заслужений художник України (1973).

## З життєпису
Народився 12 листопада 1922 р. у с. Катеринопіль Черкаської області. Закінчив Київське художнє училище (1946). Учасник Німецько-радянської війни. Брав участь в художньому оформленні фільмів: «Подвиг розвідника» (1947) і «Третій удар» (1948), книг: («Сполох уночі» П. Дорошка 1965).  Нагороджений орденом Червоної Зірки, медалями, Грамотою Президії Верховної Ради України.
Член Національної спілки художників України.